# Єрьомін Олександр Олегович
Єрьомін Олександр Олегович (нар. 17 червня 1967, м. Дніпропетровськ) - учений у галузі металургії, доктор технічних наук, професор, академік АН вищої школи України, відмінник освіти (2017).

## Життєпис
Олександр Олегович Єрьомін (нар. 17 червня 1967 року в м. Дніпропетровськ). У 1992 р. закінчив з відзнакою Дніпропетровський металургійний інститут за спеціальністю «Теплотехніка і автоматизація металургійних печей». 1992-1994 рр. - навчання в аспірантурі.

## Професійна діяльність
- 2003 - захист кандидатської дисертації на тему: «Енергозберігаючі режими нагрівання металу в камерних печах» за спеціальністю 05.14.06 «Технічна теплофізика та промислова теплоенергетика»

- 2014 - захист докторської дисертації на тему: «Розвиток наукових основ тепломасообмінних процесів при нагріванні металу і розробка методології конструювання та експлуатації промислових печей з високотемпературним підігрівом повітря» за тієї же спеціальністю

- 1994-2001 - працював на посаді асистента кафедри теплотехніки та екології металургійних печей Державної металургійної академії України

- 2001-2008 – на посаді доцента кафедри у Державній металургійній академії України

- 2008-2009 та 2012-2015 – завідувач кафедри теплотехніки та екології металургійних печей Національної металургійної академії України

- 2015-дотепер - працює на посаді завідувача кафедри екології, теплотехніки та охорони праці Національної металургійної академії України

- 2015 – професор кафедри теплотехніки та екології металургійних печей Національної металургійної академії України.

## Наукова, педагогічна та навчально-методична робота
Олександр Олегович Єрьомін автор автор понад 180 наукових праць, 35 патентів патентів в галузі  металургійної теплотехніки, паливовикористання й удосконалення теорії розрахунку та конструкцій теплотехнічних агрегатів України та зарубіжжя.
Розробив новий принцип організації розподіленого спалювання палива, що забезпечується регламентованим перемішуванням палива та високотемпературного повітря в робочому просторі нагрівальних печей з регенеративною системою утилізації теплоти димових газів. Досягається висока якість нагрівання металу в печах з низькими питомими
енерговитратами.
- Член спеціалізованих вчених рад НМетАУ Д 08.084.01 і Д 08.084.05 щодо захисту докторських дисертацій.

- Член разових спеціалізованих вчених рад ДФ 08.084.003, ДФ 08.084.004.

- Член редакційної колегії наукових видань, включених до переліку наукових фахових видань України: Регіональний міжвузівський збірник наукових праць «Системні технології»; збірник наукових праць «Технічна теплофізика та промислова теплоенергетика». Член редколегії закордонного рецензованого наукового видання: «Advances in Thermal Processes and Energy Transformation» (Словаччина).

Академік-секретар наукового відділення металургії АН вищої школи України з 2020 року.

## Нагороди
- 2017 - Нагороджений нагрудними знаком  МОН України «Відмінник освіти»
- 2021 - нагороджений нагрудним знаком МОН України «За наукові та освітні досягнення».

## Викладає навчальні дисципліни
1. Сталий розвиток в промисловості
2. Методологія та організація наукових досліджень
3. Стратегія сталого розвитку
4. Управління та поводження з відходами
5. Теплотехніка[1].

## Напрямок наукових праць
1. Регенерація теплоти димових газів промислових печей.
2. Екологічні та економічні аспекти енергозбереження.
3. Нагрівання матеріалів у протитечії.
4. Розробка раціональних режимів роботи промислових печей.